# Tidei de Lima
Antônio Tidei de Lima (Dois Córregos, 8 de julho de 1945), conhecido como Tidei de Lima, é um engenheiro e político brasileiro, filiado ao Movimento Democrático Brasileiro (MDB).

## Carreira politica
- 1979-1983 - Deputado federal
- 1983-1987 - Deputado federal
- 1987-1991 - Deputado federal constituinte
- 1987-1988 - Secretário de Agricultura do Estado de São Paulo[3]
- ? - ? - Secretário de Ciência e Tecnologia do Estado de São Paulo[3]
- 1991-1992 - Deputado federal
- 1993-1996 - Prefeito de Bauru
- ? - ? - Secretário Adjunto da Habitação Estadual do Estado de São Paulo[3][1][2]

### Filiações partidárias
- 1978 -1979 - MDB
- 1980 - PMDB[1][2]

### Atividades partidárias
- Primeiro-vice-presidente da Comissão Executiva Provisória do PMDB, São Paulo, 1979-1980
- Primeiro-vice-presidente da Comissão Executiva do Diretório Regional do PMDB, São Paulo, 1980-1981
- Membro do diretório do PMDB
- Primeiro-suplente da Comissão Executiva do Diretório Regional do PMDB, SP
- Vice-líder: PMDB, 1984-1985
- Vice-líder: PMDB, 1989[1][2]